# Taciana Lima
Taciana Cesar (còn gọi là Lima) (17 tháng 12 năm 1983) là một Judoka Bissau-Guinean. Cô đã tham dự Thế vận hội Mùa hè 2016 trong sự kiện 48 kg của phụ nữ, trong đó cô đã bị đánh bại ở vòng hai bởi Galbadrakhyn Otgontsetseg Cô là cầm cờ cho Guinea-Bissau trong lễ bế mạc.